# Pedro Catarino
Pedro Filipe Vaz Catarino (Porto, 20 ottobre 1990) è un cestista portoghese.

## Palmarès
- Campionati portoghesi: 1

Porto: 2010-11
- Coppa di Portogallo: 2

Porto: 2010
Sporting CP: 2021